# Друзила (дъщеря на Агрипа I)
Вижте пояснителната страница за други личности с името Друзила.
Друзила е дъщеря на юдейския цар Ирод Агрипа I и сестра на Ирод Агрипа II.
През 53 г. е омъжена за цар Азиз от Емеса, който приема юдейската вяра.
Римският прокуратор Марк Антоний Феликс се жени за нея през 55 г., което е против закона, който забранява женитба между евреи и не-евреи. С него тя има син, който се казва също Агрипа. Тя и синът ѝ умират при избухването на Везувий през 79 г.